# Славов, Борислав
Борислав Славов (болг. Борислав Славов), также известный под псевдонимом Glorian, — болгарский композитор, музыкальный режиссёр и продюсер, дизайнер звуковых эффектов, получивший известность как композитор музыки к компьютерным играм. Наиболее известными работами Славова являются саундтреки к компьютерным играм Baldur’s Gate 3, Divinity: Original Sin II, Knights of Honor, WorldShift, Two Worlds 2, Crysis 2 и Crysis 3. С 2001 года Борислав Славов являлся штатным композитором Black Sea Studios, а с 2008 года — Crytek. С 2016 года является постоянным композитором Larian Studios.
Кроме этого, Славов является членом организации Game Audio Network Guild (G.A.N.G.) и сооснователем болгарского музыкального портала SONIC — B.A.N.G.!.

## Биография
Борислав Славов окончил Университет Софии со специальностью магистра информатики (англ. Master of Computer Sciences), а музыкой начал заниматься с 1997 года. В 2000 году, по его собственным словам, он понял, что его жизненным устремлением и вдохновением является музыка, и сменил свою профессию на композитора саундтреков к компьютерным играм. Вдохновение черпал с работ таких композиторов, как Джеймс Ньютон Ховард, Джон Пауэлл, Ханс Циммер, Гарри Грегсон-Уильямс, Тревор Джонс и многих других.
В 2001 году в Софии была основана независимая компания Black Sea Studios, которая занималась разработкой компьютерных игр. Славову понравилась идея первого проекта компании — средневековой стратегии «Knights of Honor», и он поступил в Black Sea Studios на должность штатного композитора. «Knights of Honor» вышла 1 октября 2004 года и содержала саундтрек и звуковые эффекты, полностью написанные Славовым.
Кроме работы на посту штатного композитора в Black Sea Studios, Славов также писал музыку к другим играм. Так, он сотрудничал с Piranha Bytes, написав дополнительную музыку к её играм Gothic 3 и Risen. Вклад Славова заключался в дополнительных оркестровых и этно-инструментальных сценах; при этом он сотрудничал с Кайем Розенкранцем, основным композитором этих игр и его старым другом.
В июле 2008 года Black Sea Studios была приобретена немецкой компанией Crytek, и Славов присоединился к ней. Летом 2009 года он вместе с Тилманом Силлеску в рамках коллектива Crytek Music, а позже с Хансом Циммером и Лорном Балфом написал саундтрек к игре «Crysis 2», разработанной Crytek и вышедшей в марте 2011 года.
Кроме этого, совместно с Виктором Стояновым Славов написал музыку к играм «WorldShift» и «Two Worlds II», вышедшим в ноябре 2009 и 2010 года соответственно.
Также в списке работ Славова числится саундтрек к вышедшей 22 ноября 2013 года на Xbox One (позже 10 октября 2014 года на PC) игре Ryse: Son of Rome.
В 2016 году Борислав присоединился к Larian Studios, где был представлен как композитор игры Divinity: Original Sin II, пришедший на замену умершему незадолго до этого Кириллу Покровскому, который писал музыку для всех предыдущих игр серии. После этого он выступил композитором и музыкальным руководителем Baldur’s Gate 3, вышедшей в 2023 году.

## Работы
| Название игры             | Разработчик       | Дата первого выхода   | Комментарий                                                    |
| ------------------------- | ----------------- | --------------------- | -------------------------------------------------------------- |
| Knights of Honor          | Black Sea Studios | 1 октября 2004 года   | саундтрек и звуковые эффекты                                   |
| Gothic 3                  | Piranha Bytes     | 13 октября 2006 года  | дополнительная музыка (основной композитор — Кай Розенкранц)   |
| Eschalon: Book I          | Basilisk Games    | 19 ноября 2007 года   | —                                                              |
| Sorcery Quest             | Edgebee Studios   | 2008 год              | —                                                              |
| Larva Mortus              | Rake In Grass     | 19 марта 2009 года    | —                                                              |
| Risen                     | Piranha Bytes     | 2 октября 2009 года   | дополнительная музыка (основной композитор — Кай Розенкранц)   |
| WorldShift                | Black Sea Studios | 11 ноября 2009 года   | саундтрек и звуковые эффекты                                   |
| Eschalon: Book II         | Basilisk Games    | 12 мая 2010 года      | —                                                              |
| Two Worlds II             | Reality Pump      | 9 ноября 2010 года    | совместно с Виктором Стояновым                                 |
| Earthrise                 | Masthead Studios  | 4 февраля 2011 года   | дополнительная музыка                                          |
| Crysis 2                  | Crytek            | 22 марта 2011 года    | совместно с Тилманом Силлеску, Хансом Циммером и Лорном Балфом |
| Crysis 3                  | Crytek            | 19 февраля 2013 года  |                                                                |
| Warface                   | Crytek            | 25 марта 2013 года    |                                                                |
| Divinity: Original Sin II | Larian Studios    | 14 сентября 2017 года |                                                                |
| Baldur’s Gate 3           | Larian Studios    | 3 августа 2023 года   |                                                                |